# Joe Jonas
Joe Jonas, celým jménem Joseph Adam Jonas (* 15. srpna 1989 v Casa Grande, Arizona, USA) je americký zpěvák, hudebník, herec a tanečník. S bratry Nickem Jonasem a Kevinem Jonasem se podílí na hlavním zpěvu ve skupině Jonas Brothers, kde spolu s nimi hraje na kytaru i jejich nejstarší bratr Kevin Jonas.

## Životopis
Narodil se jako druhý syn učitelky znakového jazyka Denise Jonasové a Paula Kevina Jonase staršího, textaře, hudebníka a bývalého pastora sboru církve Assemblies of God. Kromě bratrů Nicka a Kevina má ještě jednoho bratra Frankieho. Joe má čerokijské, irské, italské a německé kořeny.

## Hudební kariéra

### Jonas Brothers
Někdy kolem roku 2005 si nový prezident nahrávací společnosti Columbia Records,Steve Greenberg, poslechl demo nahrávku Nicka. Přestože se mu nelíbilo album, zalíbil se mu Nickův hlas. Po poslechu songu "Please Be Mine", který napsali všichni bratři společně, se Daylight Records/Columbia Records rozhodli podepsat smlouvu se všemi třemi jako s jednou skupinou. Poté co bratři podepsali smlouvu s nahrávací společností, pojmenovali svou skupinu nejdřív jako "Sons of Jonas" a poté ji přejmenovali na "Jonas Brothers".
První album It's About time vyšlo 8. srpna roku 2006. Podle manažera kapely to bylo "skromné vydání" a prodalo se cca 50 000 kusů. Protože mediální korporace Sony neprojevila další zájem o skupinu, předpokládalo se, že Jonas Brothers změní nahrávací společnost. Skupina byla nakonec propuštěna z Columbia Records na začátku roku 2007.
Po krátké době bez nahrávací společnosti podepsali Jonas Brothers roku 2007 smlouvu s Hollywood Records. V tom samém roce se bratři začali objevovat v GAP reklamách na dětské láhve Pops, kde zpívali jingle. Jejich samostatné druhé album Jonas Brothers vyšlo 7. srpna roku 2007. Hned první týden po vydání alba se dostalo na 5. místo v Billboard Hot 200 hitparádě.
Třetí studiové album Jonas Brothers, A Little Bit Longer, vyšlo ve Spojených státech 12. srpna 2008 a dosáhlo první místo v Billboard Hot 200 hitparádě.
16. června 2009 vyšlo jejich čtvrté studiové album s názvem Lines,Vines and Trying Times. Toto album dosáhlo prvního místa v Billboard Hot 200 hitparádě s 247 000 prodanými kopiemi.

### Sólová dráha
19. května 2010 bylo oznámeno, že Joe plánuje nahrát své první sólo album. 16. května 2011 Joe oznámil, že se první píseň alba bude jmenovat "See No More". Celosvětová premiéra písně "See No More" se uskutečnila v pátek 3. června 2011. Hrála na 40 rádiových stanicích.
Dne 9. září 2011 měla premiéru na webové stránce www.ryanseacrest.com jeho druhá píseň nazvaná "Just In Love". Videoklip k této písni byl natočen v Paříži a premiéru měl na televizním kanálu E! Online 12. září 2011.
Aby podpořil své album, uspořádal Joe spolu s rapperem Jayem Seanem turné Joe Jonas & Jay Sean Tour, kde jim byla předskokankou zpěvačka JoJo. Turné odstartovalo 9. září a skončilo 6. října 2011.Dne 4. října 2011 oznámil Joe přes Twitter, že se připojí k Britney Spears na jejím Evropském turné, které začalo 16. října 2011.

## Herecká kariéra
17. srpna 2007 Joe společně s Kevinem a Nickem účinkovali jako hosti v jednom díle seriálu Hannah Montana. Tento díl překonal dosavadní rekordy s počtem 10.7 milionů diváků a stal se nejsledovanějším kabelovým televizním seriálem v celé historii televizního vysílání.
Joe s bratry hráli ve filmu Disney Channel Original Movies zvaném Camp Rock, kde si střihli roli skupiny zvané "Connect Three". Joe hrál hlavní hereckou roli a hlavní roli zpěváka "Shana Graye", Nick hrál roli bubeníka a kytaristy "Natea" a Kevin hrál roli kytaristy "Jasona". Filmový soundtrack vyšel 17. června roku 2008. Premiéra filmu byla 20. června 2008 na Disney Channelu v USA a na Family v Kanadě. Roli si zopakovali ve filmovém pokračování Camp Rock 2: Final Jam, jehož premiéra byla 3. září 2010 a soundtrack byl vypuštěn 10. srpna 2010.
Krátká televizní reality show Jonas Brothers žijí svůj sen měla premiéru 16. května 2008 na Disney Channelu. První řada, která běžela od 5. září 2008 dokumentovala jejich životy na Burnin' Up Tour. Jméno turné bylo inspirované názvem písně "Burnin' up". Vznikla i druhá řada pořadu, která měla premiéru 21. května 2010 a která sledovala skupinu na jejich World Tour 2009.
Joe, Kevin a Nick také hráli ve svém vlastním televizním seriálu zvaném Jonas. V tomto seriálu hrají populární popovou skupinu, která se snaží žít normální život. První série měla premiéru 2. května 2009. Natáčení druhé řady začalo v únoru roku 2010.

## Osobní život
Roku 2008 byl ve vztahu s populární country zpěvačkou Taylor Swift. 11. listopadu téhož roku prohlásila v rozhovoru v The Ellen DeGeneres Show, že se s ní Joe rozešel přes telefonní rozhovor, který trval 27 sekund. Na vysvětlenou napsal Joe na svůj MySpace blog (onen příspěvek byl později smazán): „Volal jsem, abych s danou osobou prodiskutoval city, které k ní cítím, ale očividně tyto city nebyly opětovány. Já jsem nebyl ten, kdo zavěsil hovor. Udělal to za mě někdo jiný. Telefonní hovory fungují pouze v případě, že osoba na druhé straně je ochotná mluvit.“ Mimo to Joe prohlásil, že se snažil Taylor dovolat od rozchodu se záměrem usmíření, ale nedostal žádnou odezvu. Během onoho rozhovoru v The Ellen DeGeneres Show Swift prozradila, že písnička o zlomeném srdci zvaná „Forever & Always“ z jejího alba Fearless byla inspirovaná Joem.
Joe začal chodit s Camillou Belle poté, co si zahrála v jejich videoklipu „Lovebug“. Po téměř roční známosti oznámili, že se rozešli.
V roce 2010 Joe krátce chodil s Demi Lovato.
Po vztahu s Demi Lovato začal Joe chodit s herečkou Ashley Greene. V květnu roku 2011 pár oznámil, že se rozešli. Novinka o jejich rozchodu se objevila den po Joeově rozhovoru s magazínem Details, ve kterém se rozplýval nad Ashley. „Je to dobrý pocit. Myslím, že náš vztah funguje proto, že Ashley upřednostňuje moje city. Rozumí mému zaneprázdněnému programu," řekl magazínu. „Ona se vždy přiletí podívat na moje show, byla už i v místech Jižní Ameriky, která ani neumím hláskovat."
15. října 2017 oznámil na svém instagramovém profilu zasnoubení s o sedm let mladší přítelkyní Sophie Turnerovou, herečkou známou například jako Sansu Stark v seriálu Hra o trůny. Svatba se odehrála v Las Vegas 1. května 2019 večer, krátce po předávání Billboard Music Award, kde Joe Jonas vystupoval se svými bratry. 22. července 2020 pak pár oznámil narození dcery jménem Willa.